# Sauveterre-de-Guyenne
Sauveterre-de-Guyenne (gaskonsko Sauvatèrra de Guiana) je naselje in občina v jugozahodnem francoskem departmaju Gironde regije Nove Akvitanije. Leta 2009 je naselje imelo 1825 prebivalcev.

## Geografija
Naselje leži v pokrajini Gujeni ob reki Vignague, 50 km jugovzhodno od Bordeauxa.

## Uprava
Sauveterre-de-Guyenne je sedež istoimenskega kantona, v katerega so poleg njegove vključene še občine Blasimon, Castelviel, Cleyrac, Coirac, Daubèze, Gornac, Mauriac, Mérignas, Mourens, Ruch, Saint-Brice, Saint-Félix-de-Foncaude, Saint-Hilaire-du-Bois, Saint-Martin-de-Lerm, Saint-Martin-du-Puy in Saint-Sulpice-de-Pommiers s 6.269 prebivalci.
Kanton Sauveterre-de-Guyenne je sestavni del okrožja Langon.

## Zgodovina
Naselbina je bila ustanovljena kot srednjeveška bastida leta 1281, v času angleškega kralja Edvarda I..

## Zanimivosti
- mestna vrata Porte Saubotte (na severozahodu), Porte de la Font (na jugozahodu), Porte Saint-Romain (na jugovzhodu) in Porte Saint-Léger (na severovzhodu),

- Porte Saubotte
- Porte de la Font
- Porte Saint-Romain
- Porte Saint-Léger

- župnijska cerkev Notre-Dame de Sauveterre,
- cerkve Saint-Romain, Saint-Romain de Vignague in Saint-Christophe du Puch.

## Pobratena mesta
- Olite / Erriberri (Navarra, Španija),
- Sottrum (Spodnja Saška, Nemčija).